# Forças de Defesa da Irlanda

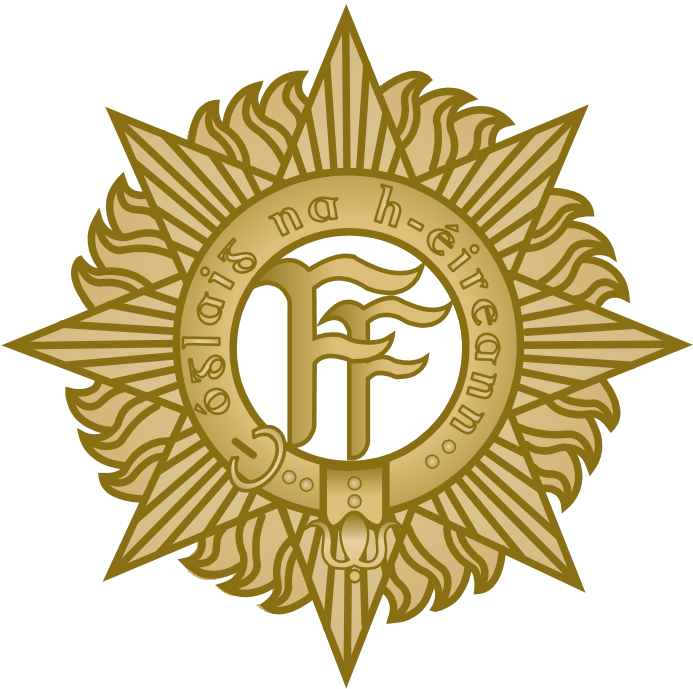
Emblema das Forças de Defesa da Irlanda.

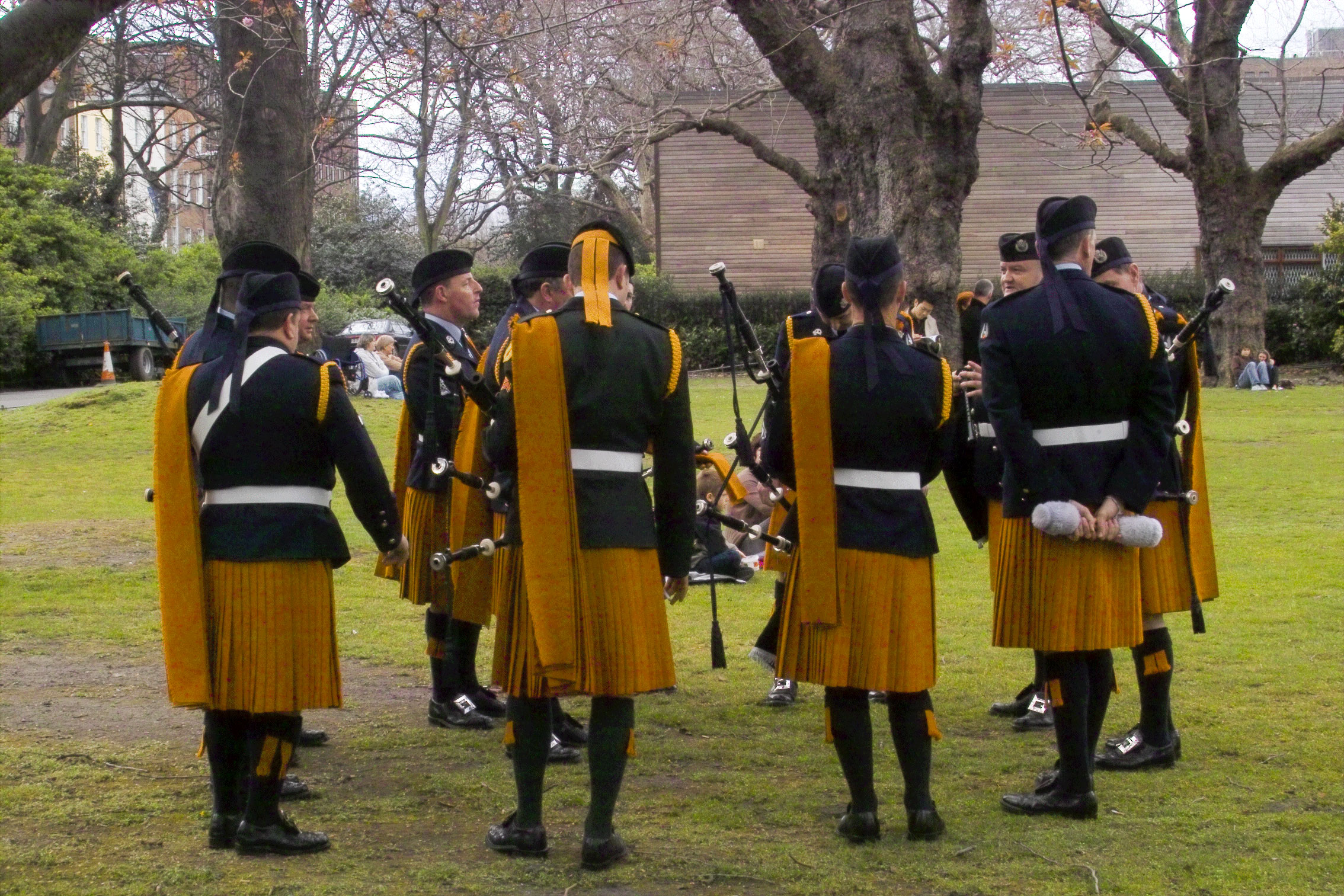
Banda de gaiteiros do Exército da Irlanda.

As Forças de Defesa da Irlanda (em irlandês: Óglaigh na hÉireann; em inglês: Irish Defence Forces) são as forças armadas da República da Irlanda, que englobam o exército, a marinha, a força aérea e as forças de reserva daquele país. O presidente da Irlanda é formalmente o comandante supremo das Forças de Defesa, mas, na prática, estas respondem ao governo irlandês através do ministro da defesa.

## Constituição
As Forças de Defesa constituem-se de:
- Forças de Defesa Permanentes[1]
  - Exército
  - Marinha
  - Força aérea
- Forças Defensivas de Reserva[2]
  - Exército de Reserva (anteriormente, An Fórsa Cosanta Áitiúil)
  - Serviço Naval de Reserva da Irlanda (anteriormente, An Slua Muirí)